# Montalvos
Montalvos (bis 1857: Montalbos) ist eine Gemeinde (municipio) mit 81 Einwohnern (Stand: 2024) in der südostspanischen Provinz Albacete der Autonomen Region Kastilien-La Mancha.

## Lage
Montalvos liegt etwa 23 km nordnordwestlich von Albacete in einer Höhe von ca. 690 m. Der Río Júcar begrenzt die Gemeinde im Nordosten und die Autovía A-31 im Südwesten. Das Klima im Winter ist kühl, im Sommer dagegen durchaus warm; die geringen Niederschlagsmengen (ca. 370 mm/Jahr) fallen – mit Ausnahme der nahezu regenlosen Sommermonate – verteilt übers ganze Jahr.

## Bevölkerungsentwicklung
| Jahr      | 1970 | 1981 | 1991 | 2001 | 2011 | 2021 |
| Einwohner | 290  | 196  | 123  | 141  | 125  | 86   |

Der kontinuierliche Bevölkerungsrückgang ist im Wesentlichen auf die anhaltende Abwanderung von Menschen aus dem agrarisch geprägten Umfeld zurückzuführen.

## Sehenswürdigkeiten
- Kirche der Unbefleckten Empfängnis (Iglesia de Purísima Concepción)
- Villa Manolita

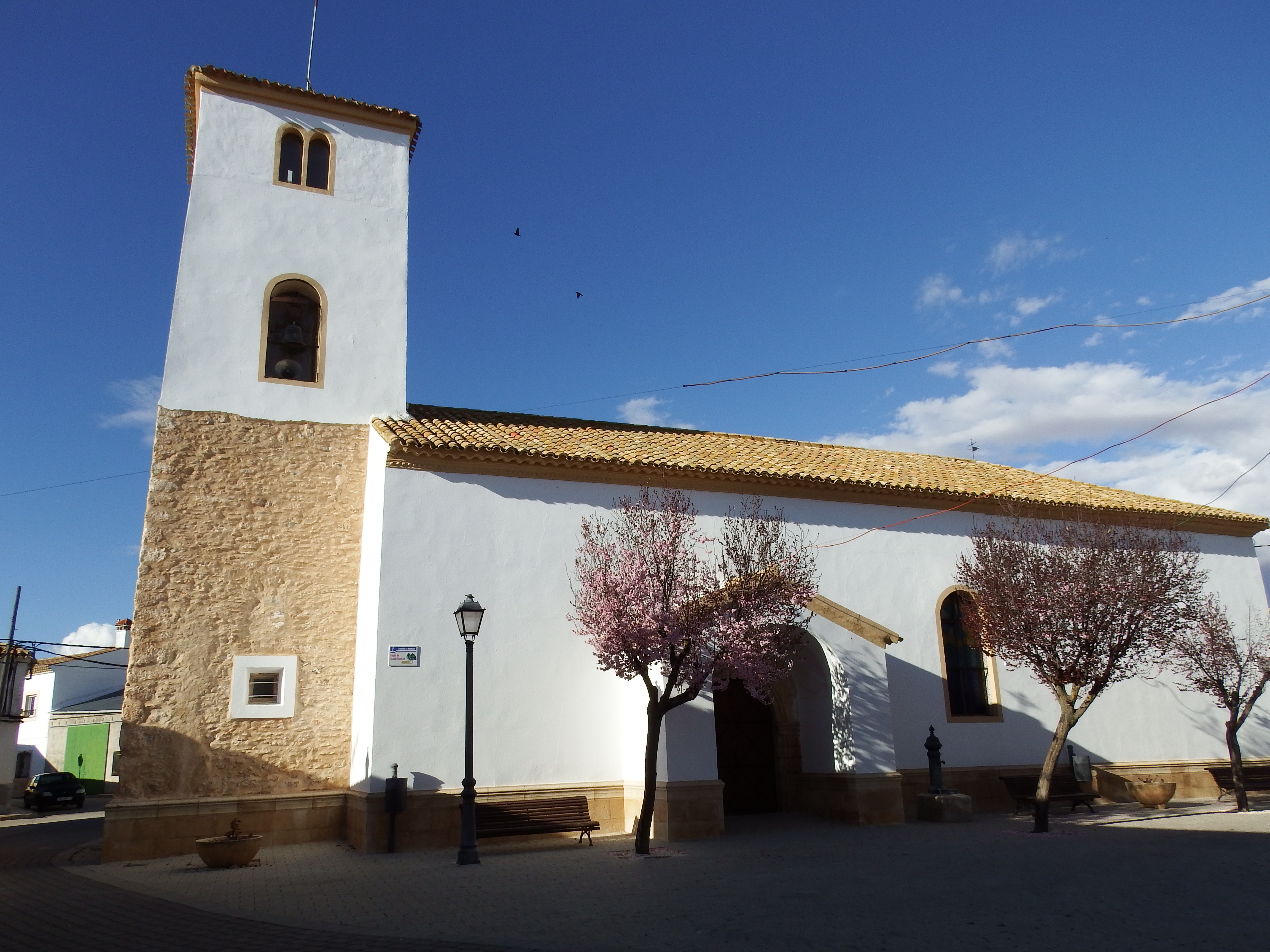
Kirche der Unbefleckten Empfängnis
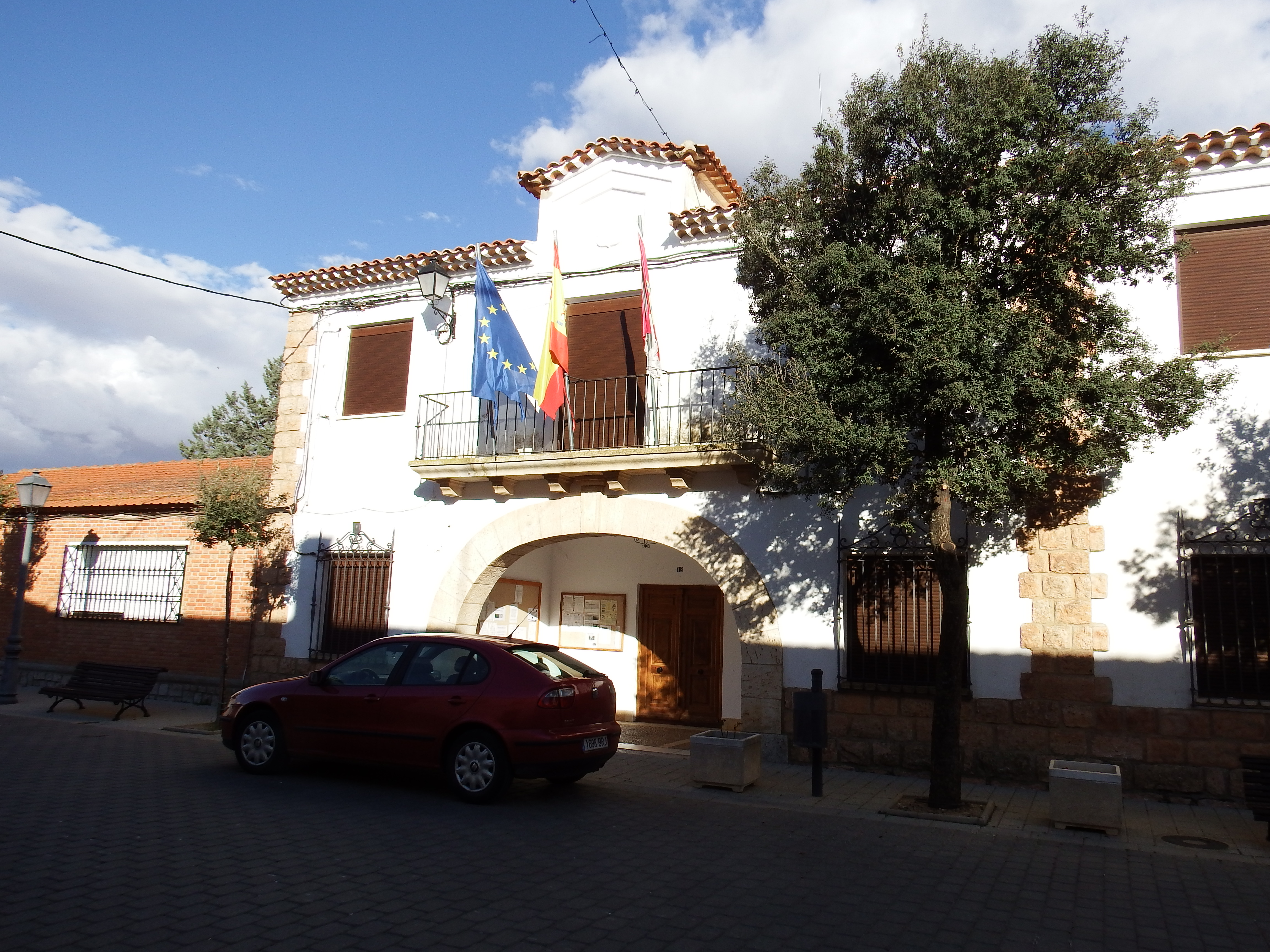
Rathaus

## Persönlichkeiten
- Rodrigo Rubio (1931–2007), Schriftsteller